# Nhị Đạo Giang
Nhị Đạo Giang (chữ Hán giản thể: 二道江区) là một quận thuộc địa cấp thị Thông Hóa, tỉnh Cát Lâm, Cộng hòa Nhân dân Trung Hoa. Quận này có diện tích 378 km², dân số 140.000 người. Mã số bưu chính là 134303. Về mặt hành chính, quận này được chia thành 2 nhai đạo, 3 trấn, 1 hương.
- Nhai đạo: Thông Hóa, Đào Viên.
- Trấn: Ngũ Đạo Giang, Thiết Xưởng, Áp Viên.
- Hương: Nhị Đạo Giang.